# كتخدا (جركس خبازة) حسن باشا
كتخدا (جركس خبازة) حسن باشا عينه السلطان سليم الثالث في 3 رمضان 1203 هـ الصدر الأعظم ومعناها كبير الوزراء إثر هزيمة سلفه الصدر الأعظم يوسف باشا عام 1203 هـ (1788 م) أثناء الحرب الروسية العثمانية.
هو حسن باشا جاويش القازدغلي والذي كان آخر أحفاده سيد زكي علي صالح عبد الرحمن حسن جاويش القازدغلي كتخدا
استطاع كتخدا (جركس خبازة) حسن باشا هزيمة الجيش الروسي بقيادة الجنرال الكونت بافيل سيرغيفيتش بوتومكين عند مصب نهر الدانوب. إلا أن انهزام الجيش العثماني عند أكرمان وأمام مدينة بلغراد أدى إلى عزله وتولية حسن باشا جزايرلي خلفا له في 15 ربيع الثاني عام 1204 هـ (1789 م).